# Municipio de Ridgeland (Illinois)
El municipio de Ridgeland (en inglés: Ridgeland Township) es un municipio ubicado en el condado de Iroquois en el estado estadounidense de Illinois. En el año 2010 tenía una población de 369 habitantes y una densidad poblacional de 5,28 personas por km².

## Geografía
El municipio de Ridgeland se encuentra ubicado en las coordenadas 40°42′13″N 88°4′21″O / 40.70361, -88.07250. Según la Oficina del Censo de los Estados Unidos, el municipio tiene una superficie total de 69.92 km², de la cual 69,9 km² corresponden a tierra firme y (0,02 %) 0,01 km² es agua.

## Demografía
Según el censo de 2010, había 369 personas residiendo en el municipio de Ridgeland. La densidad de población era de 5,28 hab./km². De los 369 habitantes, el municipio de Ridgeland estaba compuesto por el 95,93 % blancos, el 0,27 % eran afroamericanos, el 0,81 % eran amerindios, el 0,27 % eran asiáticos, el 0,81 % eran de otras razas y el 1,9 % eran de una mezcla de razas. Del total de la población el 6,23 % eran hispanos o latinos de cualquier raza.